# Madatapa
Madatapa (georgiska: მადათაფა), eller bara Mada (მადა), är en sjö i Georgien. Den ligger i den södra delen av landet, i regionen Samtsche-Dzjavachetien. Tba Mada ligger 2 110 meter över havet. Arean är 8,8 kvadratkilometer.